# Burriana
Burriana (cooficialmente en valenciano: Borriana) es un municipio de la Comunidad Valenciana (España), situado en el sureste de la provincia de Castellón, en la comarca de la Plana Baja. Su población es de 36 927 habitantes (INE 2024).

## Toponimia
Burriana fue fundada por los árabes en el s. IX con el nombre de Medina Alhadra. Dado su gran número de torres (cuarenta según el historiador Rafael Martí de Viciana, posiblemente considerando las torres extramuros debido al reducido tamaño de la localidad amurallada), toma el nombre del término árabe Burj, que significa precisamente torre y del río Anna que flanquea toda la ciudad. 'Burj'+'Anna' → Burriana.

## Geografía
Se sitúa esta localidad frente a la costa del mar Mediterráneo, en la parte más llana de la comarca de la Plana Baja y rodeada de campos de naranjos.
Burriana cuenta con 15 km de costa llana, lineal y continua. La playa principal de Burriana, El Arenal (que dista 1,5 km del centro de la ciudad) es muy amplia, de arena fina y con mínima pendiente. En la zona marítima, la población aglutinada y diseminada llega a triplicarse durante el verano.
Esta zona marítima cuenta con un puerto, construido para la antigua exportación de cítricos que en la actualidad se utiliza para actividades pesqueras.
Se accede a esta población, desde Castellón de la Plana, tomando la CV-18 o la N-340.

### Localidades limítrofes
El término municipal de Burriana limita con las localidades de Alquerías del Niño Perdido, Nules, Villarreal y Almazora, todas ellas de la provincia de Castellón.

### Barrios y pedanías
En el término municipal de Burriana se encuentran también las siguientes unidades poblacionales:
- Alquerías Santa Bárbara
- Alquerías Valencia
- Poblados marítimos

### Playas
- Playa del Arenal: tiene 2000 m de longitud, 60 m de anchura media con un grado de ocupación alto y un oleaje moderado
- Playa de la Malvarosa
- Playa del Grao

## Historia

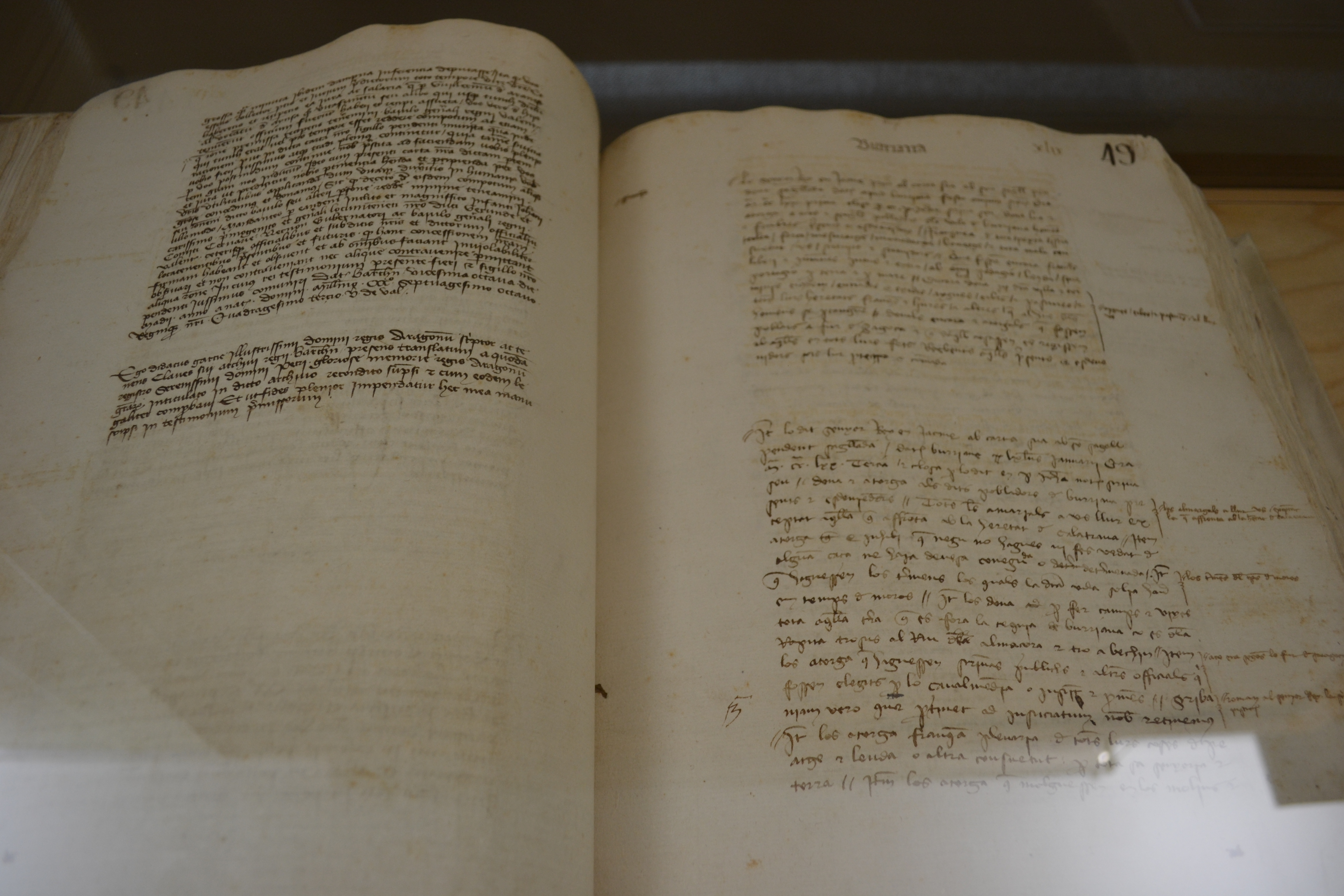
Carta Puebla de Burriana (1233)

Aunque en Burriana se ha hallado vestigios de diversas civilizaciones antiguas (los cuales nutren los fondos del Museo Arqueológico Municipal, entre otros), la plenitud de la villa se sitúa en torno al siglo IX, cuando es invadida por los árabes que le pusieron el nombre de Medina Alhadra o Ciudad Verde, por su situación en medio de la Plana. Aquella plaza fuerte, de muralla circular fue conquistada por el rey Jaime I de Aragón en 1233 a los musulmanes invasores. En 1348 el rey Pedro IV de Aragón concede el privilegio de que la senyera de Burriana sea acrecentada con una franja azul y tres coronas. En 1542, como consecuencia de la posición antiagermanada de los cargos públicos de Burriana, Carlos I concedió un Privilegio donde ampliaba la concesión a los sellos y escudos de la villa.
La expansión demográfica de la población obligó a derruir las murallas, que se conservaron completas hasta el siglo XVII. En 1901 la reina regente, en nombre del rey Alfonso XIII, le concede el título de ciudad.

## Demografía
Burriana cuenta con una población de 36 927 habitantes (INE 2024).
| Gráfica de evolución demográfica de Burriana entre 1842 y 2021                                                      |
| |
| Población de derecho según los censos de población del INE Población de hecho según los censos de población del INE |

En el núcleo de las Poblados Marítimos, la población aglutinada y diseminada es importante, llegando a alcanzar de forma permanente más de 4000 residentes durante todo el año; y durante la época estival, su población llega a triplicarse gracias al referente turístico que supone para las poblaciones limítrofes.
En los últimos años, Burriana ha experimentado un fuerte crecimiento demográfico en gran parte debido a la inmigración extranjera.

## Economía
Su economía está basada en la agricultura, predominando el cultivo del naranjo. La industria principal es la dedicada a la manipulación y transformación de cítricos.

## Administración y política

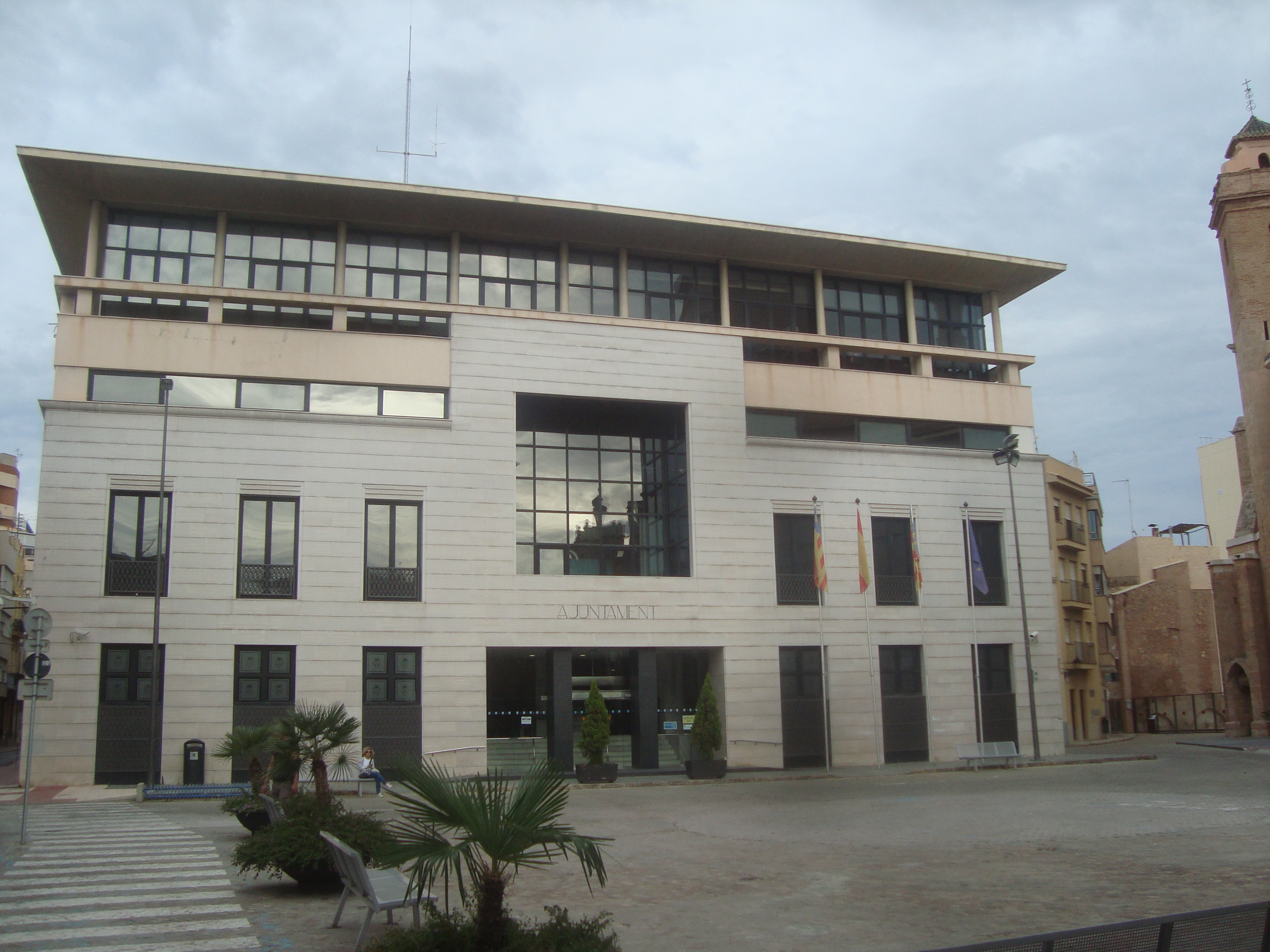
Ayuntamiento de Burriana

| Periodo   | Nombre                    | Partido | Partido                                         |
| --------- | ------------------------- | ------- | ----------------------------------------------- |
| 1979-1983 | Juan Canós Safont         |         | Unión de Centro Democrático (UCD)               |
| 1983-1995 | Juan Sanchordi Pitarch    |         | Partit Socialista del País Valencià (PSPV-PSOE) |
| 1995-2007 | Alfonso G. Ferrada Gómez  |         | Partido Popular (PP)                            |
| 2007-2015 | José Ramón Calpe Saera    |         | Partido Popular (PP)                            |
| 2015-2023 | María José Safont Melchor |         | Partit Socialista del País Valencià (PSPV-PSOE) |
| 2023-act. | Jorge Monferrer Daudí     |         | Partido Popular (PP)                            |

| Partido político                                | 2023  | 2023  | 2023       | 2019  | 2019  | 2019       | 2015  | 2015  | 2015       | 2011  | 2011  | 2011       | 2007  | 2007  | 2007       |
| Partido político                                | Votos | %     | Concejales | Votos | %     | Concejales | Votos | %     | Concejales | Votos | %     | Concejales | Votos | %     | Concejales |
| Partido Popular (PP)                            | 5620  | 35,31 | 8          | 3922  | 25,90 | 6          | 4724  | 29,03 | 7          | 6810  | 44,67 | 11         | 6696  | 42,70 | 11         |
| Partit Socialista del País Valencià (PSPV-PSOE) | 4868  | 30,59 | 7          | 5907  | 39,01 | 10         | 4152  | 25,52 | 6          | 4560  | 29,91 | 7          | 5450  | 34,75 | 8          |
| Vox                                             | 2883  | 18,11 | 4          | 1187  | 7,84  | 2          | —     | —     | —          | —     | —     | —          | —     | —     | —          |
| Compromís                                       | 1731  | 10,87 | 2          | 1437  | 9,49  | 2          | 2190  | 13,46 | 3          | —     | —     | —          | —     | —     | —          |
| Ciudadanos (CS)                                 | —     | —     | —          | 960   | 6,34  | 1          | 1206  | 7,41  | 1          | —     | —     | —          | —     | —     | —          |
| Ciutadans Independents per Burriana (CIB)       | —     | —     | —          | 619   | 4,09  | 0          | 1387  | 8,52  | 2          | 1917  | 12,57 | 3          | 995   | 6,34  | 1          |
| Se Puede Burriana                               | —     | —     | —          | —     | —     | —          | 1562  | 9,60  | 2          | —     | —     | —          | —     | —     | —          |
| Coalición Valenciana                            | —     | —     | —          | —     | —     | —          | —     | —     | —          | 562   | 3,08  | 0          | 801   | 5,11  | 1          |

## Patrimonio

### Religioso
- Basílica de El Salvador: del siglo XIII data esta iglesia, cuyo ábside es de estilo gótico primitivo, con elementos románicos; posteriormente, en el siglo XV, se levantó la torre campanario. A la nave gótica, durante el siglo XVIII (1762) se adosó la capilla de la Comunión, decorada con frescos de J. Vergara. Todo el conjunto, convenientemente repristinado, fue declarado, en 1969, Monumento Histórico Artístico Nacional. El 17 de mayo de 2013 la iglesia de El Salvador fue elevada al rango de Basílica Menor.[8]
- Campanario de Burriana: el campanario de Burriana se construyó a mediados del siglo XIV, siendo su autor el maestro cantero Bertomeu Bataller. Fue construido como torre fortificada del Palacio Municipal o casa de la Vila. La función del campanario no era solamente defensiva, sino también torre de comunicaciones y reloj público. En la Guerra Civil fue dinamitado y destruido con 32 cajas de dinamita, siendo su autor en la reconstrucción el arquitecto valenciano Enrique Pecourt Betés.
- Ex-convento de la Merced

### Civil
- Torre vigía

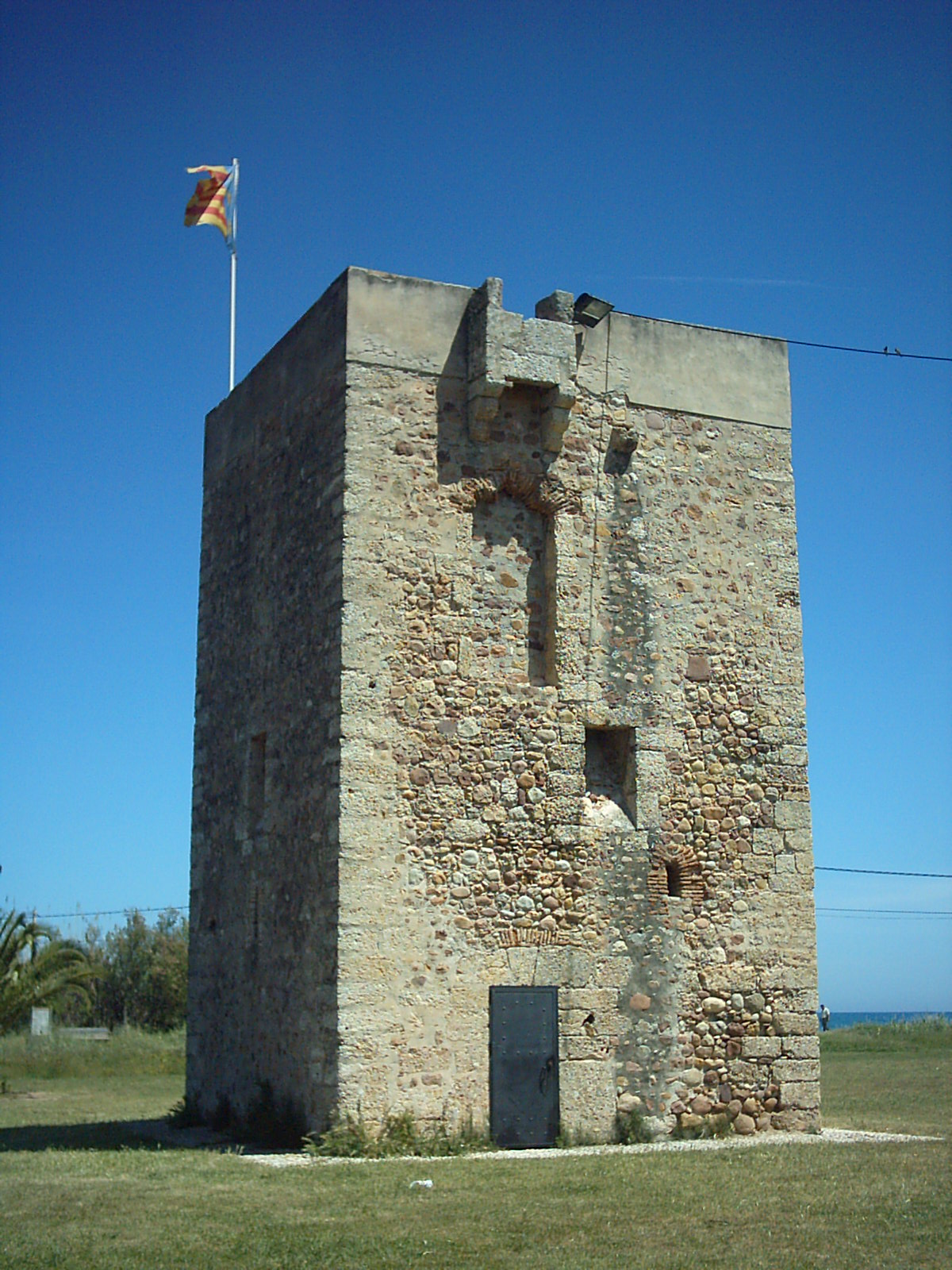
Torre del Mar

- Torre del mar: junto a la desembocadura del río Ana, destaca por encontrarse en un enclave privilegiado en las proximidades del Clot de la Mare de Déu
- Yacimiento fenicio de Vinarragell
- Torre Tadeo
- Alquería de Carabona: conjunto de alquerías del que solo queda una casa-torre bien conservada data de época romana. Junto a estas alquerías se estableció el ejército del rey Jaime I para conquistar Burriana allá por el año 1233 y cortar el suministro de los árabes procedente de Valencia. Está situada en un enclave entre la autopista AP 7 y la carretera de Nules al sur de la ciudad.
- Conjunto histórico de Burriana

### Otros
- Casas modernistas: es de interés visitar las casas particulares de estilo modernista valenciano por toda la ciudad (calle San Vicente, El Barranquet, etc) que datan de principios del siglo XX.
- Círculo Frutero Burrianense: posiblemente el edificio más destacado del modernismo en Burriana.
- Museo de la Naranja: situado en un destacado edificio modernista de Burriana.
- El Clot de la Mare de Déu: zona de humedales en la desembocadura del río Anna que aloja diversas especies de aves acuáticas.
- Puerto de Burriana: la construcción de este fue motivada por el importante auge de la industria de la naranja en toda la zona geográfica de la Plana. Cuenta con dos clubes náuticos, Club Náutico de Burriana y la nueva Burriana Nova Marina, adyacente. Club Náutico.
- Escola de la Mar de Burriana: una escuela de navegación a vela que cuenta con una infraestructura completa y con cerca de un cuarto de siglo de experiencia a sus espaldas.[9]

## Cultura

### Museos
- Centro de Arqueología Subacuática: se dedica al conocimiento, conservación y divulgación del patrimonio arqueológico subacuático de la Comunidad Valenciana. Cuenta con unas instalaciones idóneas para llevar a cabo tanto trabajos de investigación subacuáticas, como las de laboratorio y tratamiento de los restos arqueológicos procedentes del agua.
- Museo Archivo de la Naranja: museo único de estas características de Europa, dedicado a conservar y dar a conocer la historia de la economía citrícola valenciana y española. Dispone de un completo Centro de Documentación (que recoge más de 6000 documentos clasificados por temas), una extensa colección de más de 5000 marcas naranjeras, una colección de más de 1000 fotografías y numerosos ejemplares de papeles de seda. Actualmente cerrado (octubre 2023)
- Museo Arqueológico Municipal: fundado en 1967. En sus salas se recoge la prehistoria de la comarca, desde el Mesolítico hasta la Edad Media. Del siglo I destaca el bronce pleno del dios Hermes; de la cultura ibérica las inscripciones sobre largas láminas de plomo procedentes de la necrópolis de Orleyl y El Solaig; y al Neolítico el registro procedente del primer dolmen hallado en la Comunidad Valenciana. Temporalmente cerrado. Más información en la página del ayuntamiento de Burriana.

### Fiestas

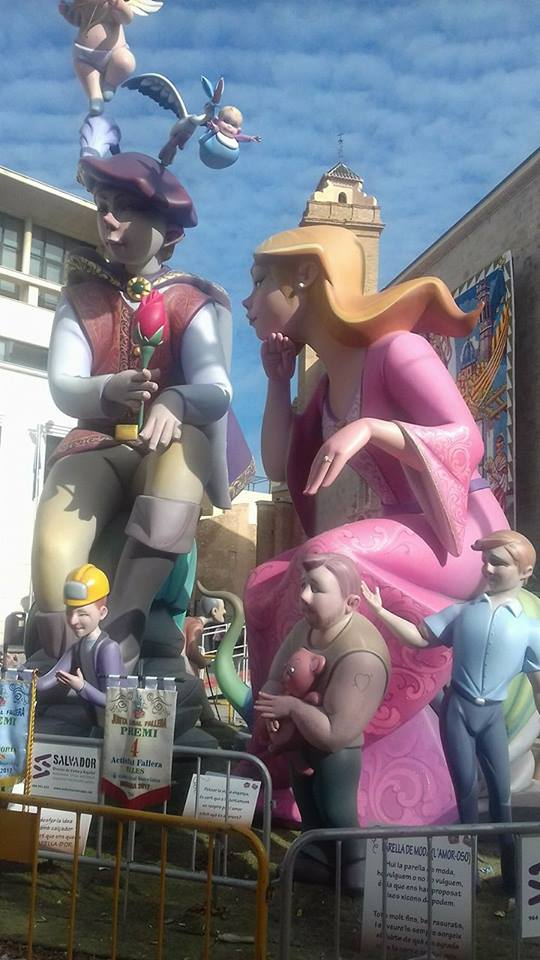
Fallas

- San Blas: su patrón es San Blas y celebran su festividad el 3 de febrero.
- Virgen de la Misericordia: mientras que su patrona es la Virgen de la Misericordia, en cuyo honor se celebra una semana de festejos a principios de septiembre.
- Fallas: también se celebran las tradicionales fallas de la Comunidad Valenciana. Burriana fue la segunda localidad fallera de la provincia de Castellón, después de Castellón de La Plana, donde se plantaron fallas en 1904, 1907 y 1921. La primera falla burrianense fue plantada en la Plaza de la Mercé en 1928.
- Cruces de Mayo

### Gastronomía
De los platos típicos de la población destaca la paella. Carnes de caza como conejo, perdiz, y el tombet. En repostería existen las tortas de almendra y los pastissos. En Navidad es típico tomar en Nochebuena chuletas a la brasa, acompañadas con alioli y patatas fritas (aunque en algunos puntos de la ciudad ya se está perdiendo). También son típicos los coents.